# Philander mcilhennyi
A cuíca-de-quatro-olhos-de-Mcilhenny (vernáculo artificial derivado das línguas espanhola e inglesa) (Philander mcilhennyi) é uma espécie de marsupial da família Didelphidae, classificada entre as cuícas. Pode ser encontrada no Brasil e Peru.